# 高根木戶站

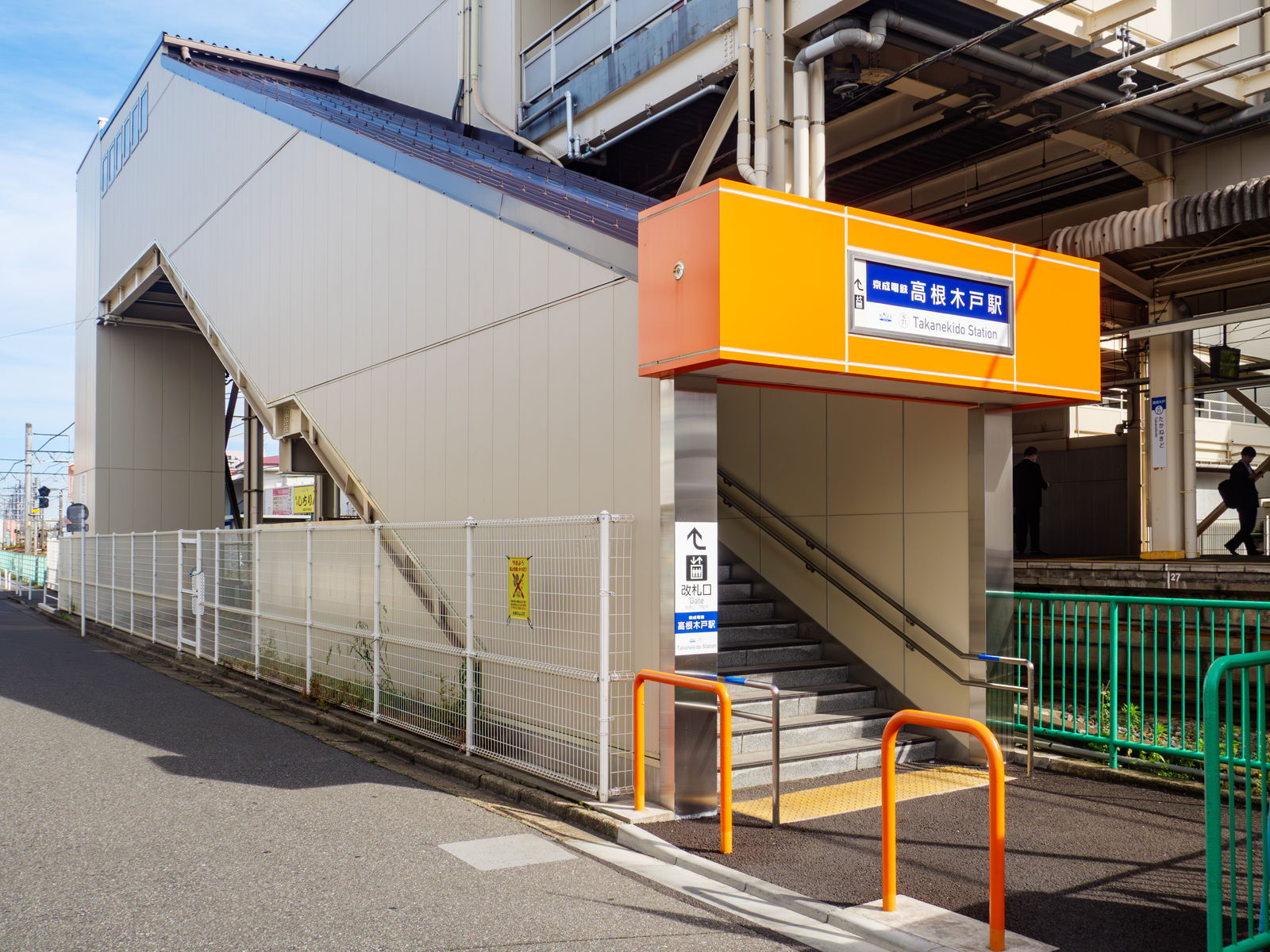
車站南口（2025年5月）

高根木戶站（日语：／ Takane-Kido eki */?）是一個位於日本千葉縣船橋市習志野台一丁目，屬於京成電鐵松戶線的鐵路車站。車站編號是KS71。

## 歷史
- 1948年（昭和23年）10月8日：開業。

## 車站結構
島式月台1面2線的地面車站，設有跨站式站房。

### 月台配置
| 月台 | 路線   | 方向 | 目的地                                   |
| ---- | ------ | ---- | ---------------------------------------- |
| 1    | 松戶線 | 下行 | 北習志野、新津田沼、京成津田沼、千葉方向 |
| 2    | 松戶線 | 上行 | 新鎌谷、八柱、松戶方向                   |

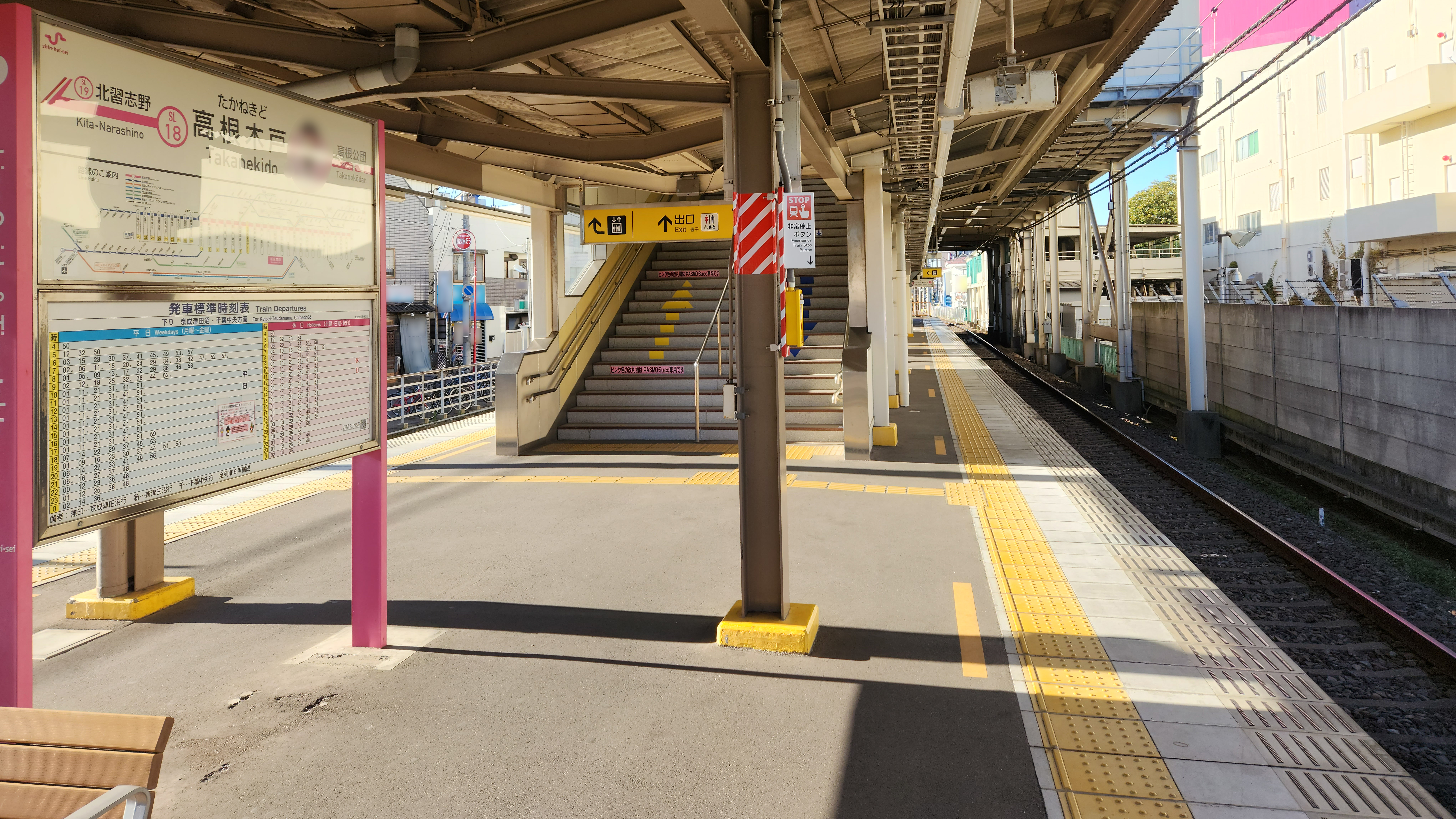
車站月台（2023年1月1日）

## 使用情況
2018年度的一日平均上下車人次為8,509人，在新京成線（当时）內排行第18位。
近年的一日平均上車人次推移如下表。
| 年度               | 一日平均 上車人次 |
| ------------------ | ----------------- |
| 2007年（平成19年） | 4,253             |
| 2008年（平成20年） | 4,254             |
| 2009年（平成21年） | 4,133             |
| 2010年（平成22年） | 4,039             |
| 2011年（平成23年） | 3,917             |
| 2012年（平成24年） | 4,009             |
| 2013年（平成25年） | 4,135             |
| 2014年（平成26年） | 4,036             |
| 2015年（平成27年） | 4,110             |
| 2016年（平成28年） | 4,187             |
| 2017年（平成29年） | 4,240             |

## 相鄰車站
京成電鐵
 松戶線
高根公團（KS72）－高根木戶（KS71）－北習志野（KS70）

## 外部連結
- 高根木戶｜電車與車站資訊｜京成電鐵